# Великий Градаць
Великий Градаць (хорв. Veliki Gradac) — населений пункт у Хорватії, у Сисацько-Мославинській жупанії у складі міста Глина.

## Населення
Населення за даними перепису 2011 року становило 126 осіб.
Динаміка чисельності населення поселення:

## Клімат
Середня річна температура становить 10,57 °C, середня максимальна – 24,59 °C, а середня мінімальна – -5,84 °C. Середня річна кількість опадів – 1056 мм.
| Клімат поселення                              | Клімат поселення | Клімат поселення | Клімат поселення | Клімат поселення | Клімат поселення | Клімат поселення | Клімат поселення | Клімат поселення | Клімат поселення | Клімат поселення | Клімат поселення | Клімат поселення | Клімат поселення |
| Показник                                      | Січ.             | Лют.             | Бер.             | Квіт.            | Трав.            | Черв.            | Лип.             | Серп.            | Вер.             | Жовт.            | Лист.            | Груд.            |                  |
| Середній максимум, °C                         | 6,88             | 8,49             | 12,77            | 16,99            | 21,42            | 24,59            | 23,68            | 23,18            | 19,70            | 14,92            | 9,42             | 5,14             |                  |
| Середня температура, °C                       | 0,52             | 2,13             | 6,41             | 10,64            | 15,06            | 18,24            | 19,99            | 19,49            | 16,00            | 11,24            | 5,73             | 1,45             |                  |
| Середній мінімум, °C                          | −5,84            | −4,21            | 0,06             | 4,27             | 8,72             | 11,88            | 16,30            | 15,79            | 12,31            | 7,54             | 2,03             | −2,25            |                  |
| Норма опадів, мм                              | 65               | 65               | 75               | 88               | 92               | 100              | 93               | 94               | 96               | 98               | 106              | 84               |                  |
| Середньомісячна швидкість вітру, м/с          | 1.72             | 1.88             | 2.24             | 2.17             | 2.00             | 1.80             | 1.75             | 1.62             | 1.62             | 1.73             | 1.78             | 1.81             |                  |
| Середньомісячна сонячна радіація, кДж/м²·день | 4363             | 7139             | 10735            | 15175            | 19297            | 21396            | 22670            | 19506            | 14528            | 9169             | 4879             | 3617             |                  |
| --------------------------------------------- | ---------------- | ---------------- | ---------------- | ---------------- | ---------------- | ---------------- | ---------------- | ---------------- | ---------------- | ---------------- | ---------------- | ---------------- | ---------------- |
| Джерело:                                      |                  |                  |                  |                  |                  |                  |                  |                  |                  |                  |                  |                  |                  |